# 藤原貞雄
藤原 貞雄（ふじわら の さだお）は、平安時代初期の貴族。名は貞碩とも記される。藤原南家、中納言・藤原乙叡の子。官位は正五位下・左兵衛佐。

## 経歴
淳和朝の天長4年12月（828年1月）に正六位上から従五位下に叙爵し、天長8年（831年）正月に従五位上に叙される。
天長10年（833年）仁明天皇の即位後まもなく甲斐守に任ぜられ、承和4年（837年）に左兵衛佐に転じた。承和6年（839年）正五位下に至る。

## 官歴
『六国史』による。
- 時期不詳：正六位上
- 天長4年（827年） 12月18日：従五位下
- 天長8年（831年） 正月4日：従五位上
- 天長10年（833年） 3月24日：甲斐守
- 承和4年（837年） 2月10日：左兵衛佐
- 承和6年（839年） 正月7日：正五位下

## 系譜
『尊卑分脈』による。
- 父：藤原乙叡
- 母：久須元子 - 久須褒の娘
- 妻：安倍弟当の娘
  - 男子：藤原保則（825-895）